# Johann Arend
Johann von Arend († 1737) war ein preußischer Oberst und erster Regimentschef des Stettiner Land-Regiments. 

## Leben
Johann Arend ist quellentechnisch schwer greifbar. Bereits Anton Balthasar König (1788) kennt nicht einmal mehr seinen Vornamen und schlägt in Ermangelung gesicherter Informationen lediglich vor, der Oberst und erste Chef des neu aufgestellten Stettiner Land-Regiments könnte mit dem Major „von Arend“ identisch sein, der seit dem 22. Februar 1710 im Regiment Markgraf Christian Ludwig stand. Das Stettiner Land-Regiment wurde 1735 in einer Stärke von neun Kompanien mit Garnison in Stettin aufgestellt. Eduard Lange (1853) führt ihn als Chef des Stettiner Land-Regiments von 1735 bis 1737 auf, nennt aber ebenfalls seinen Vornamen nicht. Nach Günther Gieraths, der als einziger seinen Vornamen „Johann“ nennt, soll er das Regiment jedoch bereits seit 1729, zudem bis 1740 geführt haben.